# GO!GO!フィルムタウン
『GO!GO!フィルムタウン』（ゴー ゴー フィルムタウン）は、NHK北九州放送局の制作により北九州発地域ドラマとしてNHK BSプレミアムにて2017年10月18日の22:00 - 22:59に放送された日本のテレビドラマ。
全国放送に先立ち、北九州・筑豊地域のみNHK総合テレビにて10月13日の19:30 - 20:43に先行放送された。

## 概要
NHK北九州放送局の開局85周年を記念して、NHK福岡放送局の協力により、同局が初めて制作する地域ドラマとして制作された。2000年に北九州市に創設された北九州フィルム・コミッションを舞台に、市内各地で映画やテレビドラマのロケが行われ「映画の街」として注目を集める北九州市の今の姿をコメディータッチの心温まるストーリーで描く。
連続テレビ小説『べっぴんさん』への出演で注目を浴びた土村芳が初のテレビドラマ主演を務め、地元・北九州市出身の藤本隆宏、光石研が出演。撮影は2017年5月にオール北九州ロケにて行われ、フィルムコミッション職員や多数の北九州市民がサポートやエキストラとして撮影に参加。クライマックスシーンはエキストラ約1,000人を招集して撮影されている。

## あらすじ
舞台は北九州市。製鉄などで発展してきた街の最近の顔は、あちこちでロケが行われる「映画の街」。映画づくりをバックアップするのは、北九州市役所のフィルム・コミッション。初の女性職員は、失敗しながらも、協力的な市民に助けられ、なんとか仕事をこなす日々。そんな彼女が独り立ちして、担当することになったのは、大ファンの恋愛映画の巨匠監督。しかし、彼は、かつてとは全然変わっていて…。さらに今回の撮影にある決意が。そして、女性職員にも今回の仕事にある思いがあり…。ロケが進むなか、監督が急きょ考えたエンディング。おおあわての準備にフィルム・コミッションと市民の力が結集！はたして、映画を撮り終えることはできるのか？

## 登場人物
北村 節子
演 - 土村芳
フィルム・コミッション職員。配属3年目の若手。
木根間 安二郎
演 - 藤本隆宏
映画監督。節子の憧れの監督で、かつての恋愛映画の巨匠。
MAIKA
演 - 朝倉あき
若手女優。
新藤 司
演 - 光石研
フィルム・コミッション事務局次長。節子の上司。

## スタッフ
- 脚本 - 池谷雅夫
- 音楽 - 荻野清子
- 撮影協力 - 北九州市、北九州フィルム・コミッション、北九州市のみなさん
- 制作統括 - 後藤秀樹
- 演出 - 佐原裕貴
- 制作・著作 - NHK北九州放送局

## 関連番組
- 土村芳・藤本隆宏の北九州ほっこり散歩（初回放送：2017年9月18日 23:20 - 23:30、NHK BSプレミアム）
出演 - 土村芳、藤本隆宏
土村と藤本がドラマの舞台となる北九州を巡り魅力あふれるスポットを訪問、あわせて本作の見どころを紹介する。
- 北九州×クロス 「土村芳と藤本隆宏のほっこり散歩 特別編」（2017年10月18日 17:00 - 17:30、NHK BSプレミアム）
出演 - 土村芳、藤本隆宏
語り - 廣瀬雄大
NHK総合・北九州筑豊地域にて2017年9月29日の19:30 - 20:00に放送。
- 北九州×クロス すべて見せます!ドラマ「GO!GO!フィルムタウン」の舞台裏（2017年10月18日 17:30 - 18:00、NHK BSプレミアム）
出演 - 土村芳、藤本隆宏、光石研
語り - 吉松欣史
NHK総合・北九州筑豊地域にて2017年10月6日の19:30 - 19:58に放送。